# سئونگسان
سئونگسان (به لاتین: Seongaksan) یک کوه در کره جنوبی است که در Jeollabuk-do, South Korea واقع شده‌است. سئونگسان ۱٬۱۴۱ متر بالاتر از سطح دریا واقع شده‌است.